# Espresso martini
El espresso martini, también conocido como vodka espresso, es una bebida alcohólica con cafeína que se toma fría y se hace con café expreso, licor de café, vodka . No es un verdadero martini ya que no contiene ginebra ni vermut, pero es una de las muchas bebidas que incorporan el término martini en su nombre.

## Origen
Hay varias teorías sobre el origen del espresso martini. Una de las más frecuentes es que fue creado por Dick Bradsell a finales de la década de 1980 en el Fred's Club en Londres para una joven que pidió algo que "me despierte y luego me destruya". Bradsell ha hecho esta reivindicación en un video de amplia difusión. También se cita a Bradsell describiendo las circunstancias de su invención de la bebida: "La máquina de café de Soho Brasseries estaba justo al lado de la estación donde servía bebidas. Fue una pesadilla, ya que quedaban posos de café por todas partes, así que el café estaba muy presente en mi mente. Y todo iba de vodka en aquel entonces, era todo lo que la gente bebía".
Las recetas para hacer un espresso martini varían según la fuente. Tradicionalmente, incluyen Kahlúa o Tía María .

### Guía Difford
En su receta, la guía Difford recomienda 44 ml de vodka, 30 ml de café espresso caliente y de 20 ml de licor de café. Los ingredientes se vierten en una coctelera con hielo. Luego, la mezcla se agita, se cuela y se vierte en una copa de martini fría. La bebida se adorna con granos de café (y si se desea se añade un toque de ralladura de limón) y se sirve.

## Popularidad
La bebida vio crecer su popularidad a principios de la década de 2020. Esta popularidad fue recibida con nerviosismo por parte de los camareros debido al tiempo y esfuerzo necesarios para preparar la bebida.